# 豚パルボウイルス感染症
豚パルボウイルス感染症（ぶたパルボウイルスかんせんしょう、英:porcine parvovirus infection）は、豚パルボウイルス感染を原因とするブタの感染症。豚パルボウイルス病とも呼ばれる。
豚パルボウイルスはパルボウイルス科パルボウイルス属に属する直線状一本鎖DNAウイルス。感染豚から排出されたウイルスとの直接接触あるいは汚染されたヒトや器具を介して経口、経鼻的に感染が成立する。通常では不顕性感染を示すが、妊娠豚に感染すると胚の吸収、胎子の死滅やミイラ化などを引き起こす。また、豚サーコウイルス2との混合感染により離乳後多臓器消耗症候群を引き起こすことがある。異常産が認められても次回以降の分娩は正常に行われるため治療は行わない。
生ワクチンおよび不活化ワクチンの双方が市販されている。ブタに流産を引き起こすウイルス病としては豚パルボウイルス感染症のほかに、豚熱、日本脳炎、オーエスキー病、豚繁殖・呼吸障害症候群などがある。